# Tyrannosauridae
Die Tyrannosauridae (Tyrannosaurier i. e. S.) sind eine Familie aus der Echsenbeckendinosaurier-Großgruppe der Theropoden, die bislang ausschließlich aus der höheren Oberkreide Nordamerikas und Asiens bekannt ist. Sie umfasst einige der größten bekannten fleischfressenden Lebewesen.
Typisch für diese Familie sind die sehr kleinen Arme mit nur zwei Fingern pro Hand. Von dieser Besonderheit abgesehen, weist der Körperbau der Tyrannosauriden jedoch zahlreiche Parallelen zu anderen relativ großwüchsigen fleischfressenden Archosauriern des Mesozoikums (Ornithosuchiden, Carnosaurier, Abelisauroiden) auf: großer Schädel, massige Rumpf- und kräftige Schwanzpartie.

## Äußere Systematik, Fossilbericht und Evolution
Die Tyrannosauridae sind eine Gruppe der „moderneren“ Theropoden (Avetheropoda) und gehören innerhalb dieser Gruppe der wiederum „moderneren“ Linie der Coelurosaurier an, die Schwestergruppe der Carnosauria sind. * Die Coelurosauria spalten sich wiederum auf in die Maniraptoriformes, die viele eher kleine und grazil gebaute Vertreter umfassen, und die Tyrannosauroidea (Tyrannosaurier i. w. S.) mit eher großen, massig gebauten Vertretern. Die offenbar enge Verwandtschaft zwischen Tyrannosauroiden und Maniraptoriformes bedeutet, dass die Tyrannosaurier, anders als noch in den 1980er Jahren vermutet, keine Nachfahren großwüchsiger jurassischer Theropoden wie Eustreptospondylus oder Allosaurus sind, sondern sich aus grazilen Formen wie Compsognathus entwickelt haben müssen. Die Ähnlichkeit mit Vertretern wie Allosaurus ist demnach das Resultat einer konvergenten Entwicklung. Die Tyrannosauridae sind die am stärksten abgeleiteten („modernsten“) Vertreter der Tyrannosauroidea.

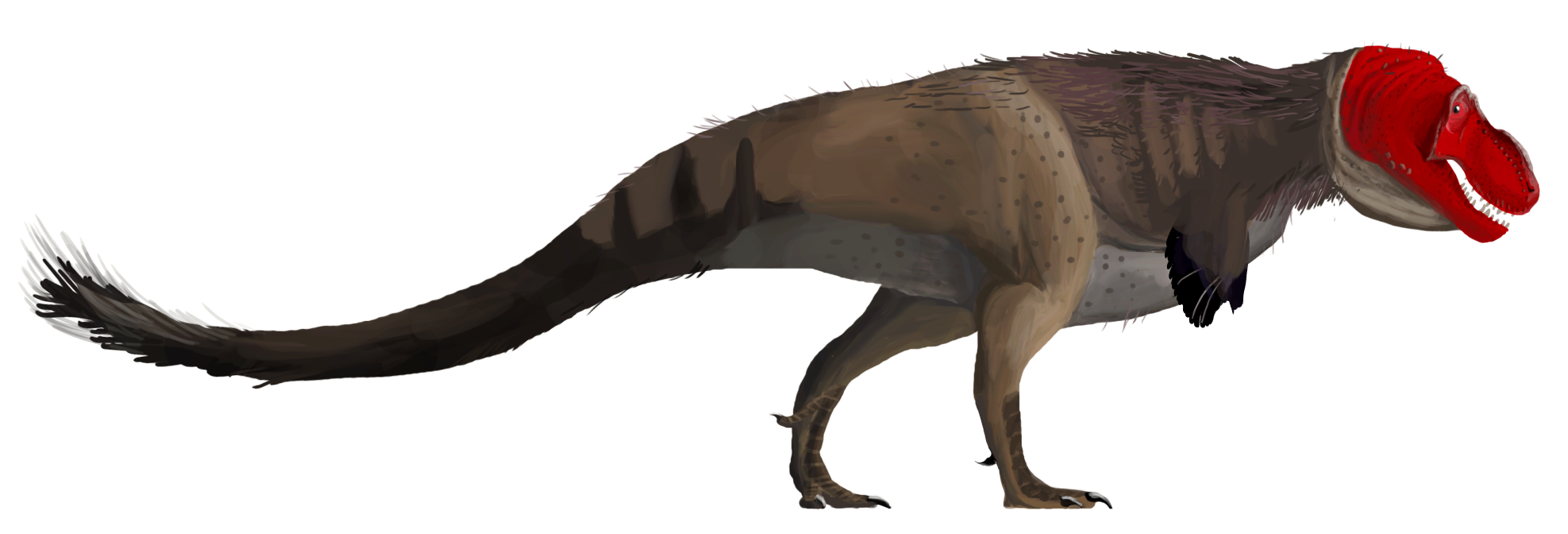
Lebendrekonstruktion von Tyrannosaurus mit Federkleid, einschließlich Konturfedern

Während die ersten Tyrannosauroiden bereits im Oberjura erscheinen und neben Nordamerika und Asien (speziell China) auch aus Europa bekannt sind (z. B. Aviatyrannis jurassica aus Portugal oder Eotyrannus lengi aus England), ist die geographische und stratigraphische Verbreitung der Tyrannosauridae auf die Oberkreide Nordamerikas und Asiens (Mongolei) beschränkt. Ihr ältester Vertreter ist Lythronax aus dem Mittel-Campan von Nordamerika. Außerdem sind die frühen Tyrannosauroiden mit 2 bis 6 Metern Länge noch relativ klein, hatten eine weniger ausgeprägt hohe Schnauzenpartie, ¶ waren wohl sehr agil und besaßen noch drei Fingerstrahlen pro Hand.
Weil bei zwei chinesischen Gattungen der Tyrannosauroidea (Dilong und Yutyrannus) ein primitives Federkleid nachgewiesen ist, wird spekuliert, ob auch der Körper der Tyrannosauridae, bei denen ein solcher Nachweis bislang fehlt, ebenfalls mit Protofedern bedeckt war. Teilweise werden Tyrannosauriden in Lebendrekonstruktionen sogar mit Konturfedern dargestellt. Jedoch gibt es Anhaltspunkte dafür, dass das Gefieder in dieser Gruppe wieder sekundär reduziert wurde.

## Innere Systematik und Merkmale

Verschiedene Vertreter der Tyrannosauridae im Größenvergleich untereinander (A–E) sowie mit zwei Troodontiden (F, G)

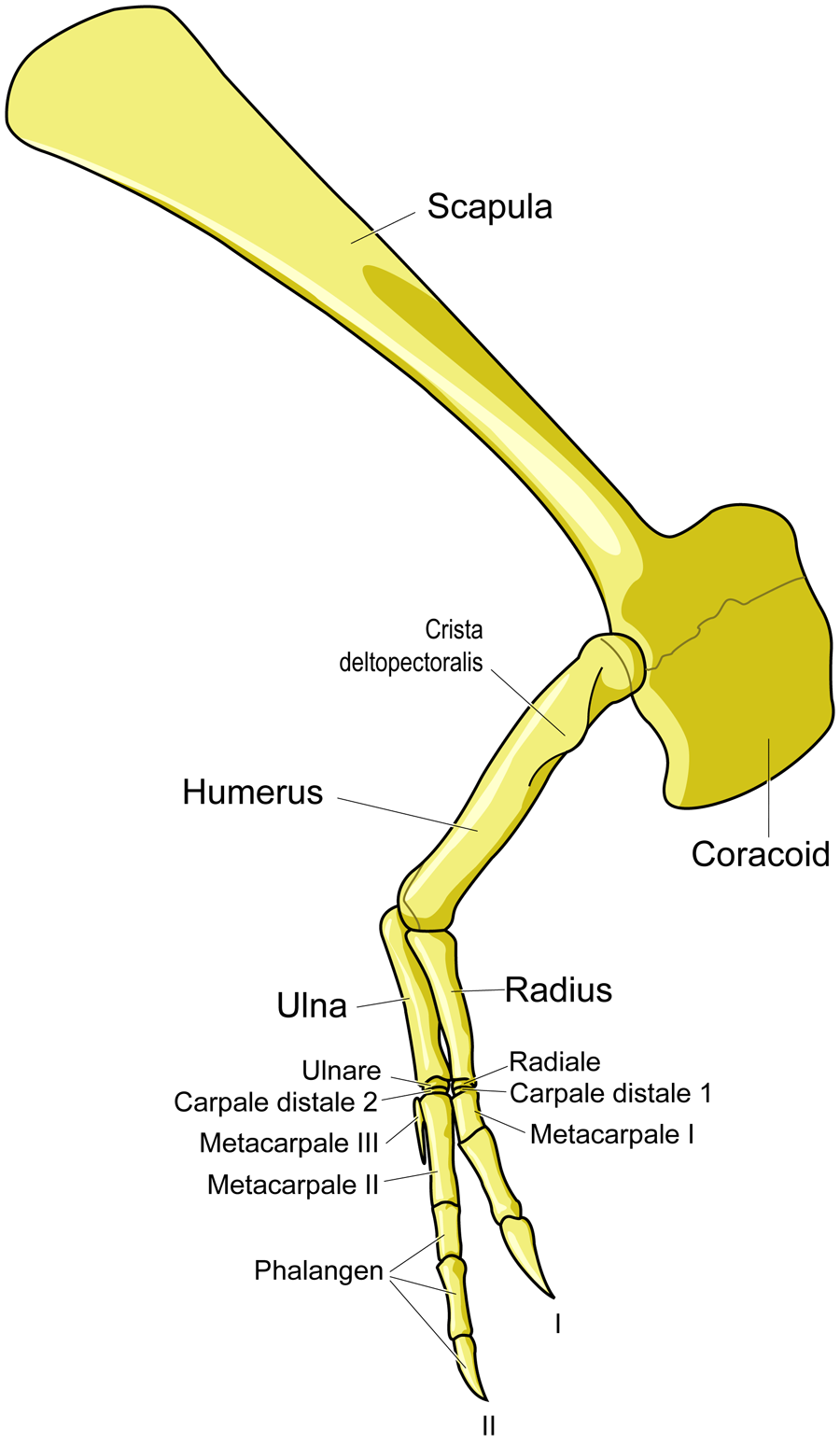
Rechte Vorderextremität und Schultergürtelelemente von Gorgosaurus (Länge des Scapulocoracoids: 1 m).

Die Tyrannosauridae sind 2010 knotenbasiert definiert worden als der letzte gemeinsame Vorfahr von Tyrannosaurus rex, Albertosaurus sarcophagus und Gorgosaurus libratus sowie alle dessen Nachfahren. Welche speziellen gemeinsamen anatomischen Merkmale die Tyrannosauridae ausmachen, kann daher, abhängig vom Ergebnis einer Verwandtschaftsanalyse, zu einem gewissen Grade schwanken.
Allgemein typische Merkmale der Tyrannosauriden sind ihre Groß- bis Riesenwüchsigkeit, der generell große Schädel (fast halb so lang wie Hals- und Rumpfwirbelsäule zusammengenommen), dessen breitere, kastenartige hintere (postrostrale) Partie mehr oder weniger deutlich von der Schnauze (Rostrum) abgesetzt ist, mit Augenhöhlen, die zu einem gewissen Grad nach vorn gerichtet sind. Die Knochenstreben, die die Temporalfenster rahmen, sind verdickt und besitzen seitliche Auswüchse, die in die Fenster hineinragen. Die Schnauze ist hoch und in Gaumenansicht U-förmig. Der Schädel war vermutlich nur schwach oder gar nicht in sich beweglich. Der Schnauzenrücken und die vordere Überaugenregion zeigen Hinweise auf die Präsenz niedriger bzw. kurzer hornartiger Strukturen. Der Unterkiefer ist sehr robust und vor allem im hinteren (postdentalen) Bereich vergleichsweise hoch. Die Halswirbelsäule ist eher kurz und die Wirbel sind gedrungen. Von allen anderen, ähnlich gebauten Theropoden unterscheiden sich die Tyrannosauriden besonders durch ihre stark verkümmerten Vordergliedmaßen, die in nur zwei Fingerstrahlen enden. Das Metacarpale des dritten Fingerstrahls ist rudimentär in Form eines Knochensplints erhalten, jedoch mehr oder weniger stark mit dem Metacarpale des zweiten Fingerstrahls verschmolzen. Ein weiteres Unterscheidungsmerkmal ist der Arctometatarsus, eine spezielle Form der Ausbildung des Mittelfußes, bei dem sich das Metatarsale III in Richtung der Fußwurzel deutlich verjüngt.
Der Bau von Schädel, Unterkiefer und Halswirbelsäule zeigt, dass die Tyrannosauriden über sehr viel Kiefer- und Nackenmuskelmuskelmasse und damit über hohe Beiß- und Schnellkraft verfügt haben dürften. Der verkürzte Hals war nötig, um den schweren Kopf tragen zu können. Die eher nach vorn weisenden Augenhöhlen legen eine gewisse Fähigkeit zum räumlichen Sehen nahe. Die Funktion der „Ärmchen“ ist unklar. Möglicherweise halfen sie den Männchen, sich bei der Kopulation am Weibchen festzuhalten.
Die verschiedenen Gattungen sind sich morphologisch sehr ähnlich. Sie unterscheiden sich unter anderem anhand ihrer Körpergröße: Während Alioramus ** fünf bis sechs Meter lang wurde, erreichten Albertosaurus, Daspletosaurus und Gorgosaurus eine Länge zwischen acht und zehn Meter. Tarbosaurus und Tyrannosaurus kamen sogar auf Körperlängen von rund 12 Metern und gehörten somit zu den größten Raubsauriern überhaupt. Die am stärksten abgeleiteten, einschließlich der größten Tyrannosauridae werden in der Unterfamilie Tyrannosaurinae zusammengefasst. Diese ist Schwestergruppe der Klade aus Albertosaurus und Gorgosaurus, die bisweilen auch als Unterfamilie Albertosaurinae ausgehalten wird. Untenstehendes Kladogramm zeigt eine aktuelle Hypothese der Verwandtschaftsbeziehungen der Tyrannosauridae (nach Loewen u. a., 2013):
|  | Albertosaurus (westliches Nordamerika) |
|  |                                        |
|  | Gorgosaurus (westliches Nordamerika)   |
|  |                                        |

|  | Tyrannosaurus (westliches Nordamerika) = ? Nanotyrannus                             |
|  |                                                                                     |
|  | \| \| Tarbosaurus (Mongolei) \| \| \| \| \| \| Zhuchengtyrannus (China) \| \| \| \| |
|  |                                                                                     |
|  | Tarbosaurus (Mongolei)                                                              |
|  |                                                                                     |
|  | Zhuchengtyrannus (China)                                                            |
|  |                                                                                     |

|  | Tarbosaurus (Mongolei)   |
|  |                          |
|  | Zhuchengtyrannus (China) |
|  |                          |

|  | Tyrannosaurus (westliches Nordamerika) = ? Nanotyrannus                             |
|  |                                                                                     |
|  | \| \| Tarbosaurus (Mongolei) \| \| \| \| \| \| Zhuchengtyrannus (China) \| \| \| \| |
|  |                                                                                     |
|  | Tarbosaurus (Mongolei)                                                              |
|  |                                                                                     |
|  | Zhuchengtyrannus (China)                                                            |
|  |                                                                                     |

|  | Tarbosaurus (Mongolei)   |
|  |                          |
|  | Zhuchengtyrannus (China) |
|  |                          |

|  | Tyrannosaurus (westliches Nordamerika) = ? Nanotyrannus                             |
|  |                                                                                     |
|  | \| \| Tarbosaurus (Mongolei) \| \| \| \| \| \| Zhuchengtyrannus (China) \| \| \| \| |
|  |                                                                                     |
|  | Tarbosaurus (Mongolei)                                                              |
|  |                                                                                     |
|  | Zhuchengtyrannus (China)                                                            |
|  |                                                                                     |

|  | Tarbosaurus (Mongolei)   |
|  |                          |
|  | Zhuchengtyrannus (China) |
|  |                          |

|  | Tyrannosaurus (westliches Nordamerika) = ? Nanotyrannus                             |
|  |                                                                                     |
|  | \| \| Tarbosaurus (Mongolei) \| \| \| \| \| \| Zhuchengtyrannus (China) \| \| \| \| |
|  |                                                                                     |
|  | Tarbosaurus (Mongolei)                                                              |
|  |                                                                                     |
|  | Zhuchengtyrannus (China)                                                            |
|  |                                                                                     |

|  | Tarbosaurus (Mongolei)   |
|  |                          |
|  | Zhuchengtyrannus (China) |
|  |                          |

|  | Tyrannosaurus (westliches Nordamerika) = ? Nanotyrannus                             |
|  |                                                                                     |
|  | \| \| Tarbosaurus (Mongolei) \| \| \| \| \| \| Zhuchengtyrannus (China) \| \| \| \| |
|  |                                                                                     |
|  | Tarbosaurus (Mongolei)                                                              |
|  |                                                                                     |
|  | Zhuchengtyrannus (China)                                                            |
|  |                                                                                     |

|  | Tarbosaurus (Mongolei)   |
|  |                          |
|  | Zhuchengtyrannus (China) |
|  |                          |

|  | Tyrannosaurus (westliches Nordamerika) = ? Nanotyrannus                             |
|  |                                                                                     |
|  | \| \| Tarbosaurus (Mongolei) \| \| \| \| \| \| Zhuchengtyrannus (China) \| \| \| \| |
|  |                                                                                     |
|  | Tarbosaurus (Mongolei)                                                              |
|  |                                                                                     |
|  | Zhuchengtyrannus (China)                                                            |
|  |                                                                                     |

|  | Tarbosaurus (Mongolei)   |
|  |                          |
|  | Zhuchengtyrannus (China) |
|  |                          |

|  | Tyrannosaurus (westliches Nordamerika) = ? Nanotyrannus                             |
|  |                                                                                     |
|  | \| \| Tarbosaurus (Mongolei) \| \| \| \| \| \| Zhuchengtyrannus (China) \| \| \| \| |
|  |                                                                                     |
|  | Tarbosaurus (Mongolei)                                                              |
|  |                                                                                     |
|  | Zhuchengtyrannus (China)                                                            |
|  |                                                                                     |

|  | Tarbosaurus (Mongolei)   |
|  |                          |
|  | Zhuchengtyrannus (China) |
|  |                          |

|  | Tyrannosaurus (westliches Nordamerika) = ? Nanotyrannus                             |
|  |                                                                                     |
|  | \| \| Tarbosaurus (Mongolei) \| \| \| \| \| \| Zhuchengtyrannus (China) \| \| \| \| |
|  |                                                                                     |
|  | Tarbosaurus (Mongolei)                                                              |
|  |                                                                                     |
|  | Zhuchengtyrannus (China)                                                            |
|  |                                                                                     |

|  | Tarbosaurus (Mongolei)   |
|  |                          |
|  | Zhuchengtyrannus (China) |
|  |                          |

|  | Tyrannosaurus (westliches Nordamerika) = ? Nanotyrannus                             |
|  |                                                                                     |
|  | \| \| Tarbosaurus (Mongolei) \| \| \| \| \| \| Zhuchengtyrannus (China) \| \| \| \| |
|  |                                                                                     |
|  | Tarbosaurus (Mongolei)                                                              |
|  |                                                                                     |
|  | Zhuchengtyrannus (China)                                                            |
|  |                                                                                     |

|  | Tarbosaurus (Mongolei)   |
|  |                          |
|  | Zhuchengtyrannus (China) |
|  |                          |

|  | Tyrannosaurus (westliches Nordamerika) = ? Nanotyrannus                             |
|  |                                                                                     |
|  | \| \| Tarbosaurus (Mongolei) \| \| \| \| \| \| Zhuchengtyrannus (China) \| \| \| \| |
|  |                                                                                     |
|  | Tarbosaurus (Mongolei)                                                              |
|  |                                                                                     |
|  | Zhuchengtyrannus (China)                                                            |
|  |                                                                                     |

|  | Tarbosaurus (Mongolei)   |
|  |                          |
|  | Zhuchengtyrannus (China) |
|  |                          |

|  | Tyrannosaurus (westliches Nordamerika) = ? Nanotyrannus                             |
|  |                                                                                     |
|  | \| \| Tarbosaurus (Mongolei) \| \| \| \| \| \| Zhuchengtyrannus (China) \| \| \| \| |
|  |                                                                                     |
|  | Tarbosaurus (Mongolei)                                                              |
|  |                                                                                     |
|  | Zhuchengtyrannus (China)                                                            |
|  |                                                                                     |

|  | Tarbosaurus (Mongolei)   |
|  |                          |
|  | Zhuchengtyrannus (China) |
|  |                          |

|  | Tyrannosaurus (westliches Nordamerika) = ? Nanotyrannus                             |
|  |                                                                                     |
|  | \| \| Tarbosaurus (Mongolei) \| \| \| \| \| \| Zhuchengtyrannus (China) \| \| \| \| |
|  |                                                                                     |
|  | Tarbosaurus (Mongolei)                                                              |
|  |                                                                                     |
|  | Zhuchengtyrannus (China)                                                            |
|  |                                                                                     |

|  | Tarbosaurus (Mongolei)   |
|  |                          |
|  | Zhuchengtyrannus (China) |
|  |                          |

|  | Tyrannosaurus (westliches Nordamerika) = ? Nanotyrannus                             |
|  |                                                                                     |
|  | \| \| Tarbosaurus (Mongolei) \| \| \| \| \| \| Zhuchengtyrannus (China) \| \| \| \| |
|  |                                                                                     |
|  | Tarbosaurus (Mongolei)                                                              |
|  |                                                                                     |
|  | Zhuchengtyrannus (China)                                                            |
|  |                                                                                     |

|  | Tarbosaurus (Mongolei)   |
|  |                          |
|  | Zhuchengtyrannus (China) |
|  |                          |

|  | Tyrannosaurus (westliches Nordamerika) = ? Nanotyrannus                             |
|  |                                                                                     |
|  | \| \| Tarbosaurus (Mongolei) \| \| \| \| \| \| Zhuchengtyrannus (China) \| \| \| \| |
|  |                                                                                     |
|  | Tarbosaurus (Mongolei)                                                              |
|  |                                                                                     |
|  | Zhuchengtyrannus (China)                                                            |
|  |                                                                                     |

|  | Tarbosaurus (Mongolei)   |
|  |                          |
|  | Zhuchengtyrannus (China) |
|  |                          |

|  | Tyrannosaurus (westliches Nordamerika) = ? Nanotyrannus                             |
|  |                                                                                     |
|  | \| \| Tarbosaurus (Mongolei) \| \| \| \| \| \| Zhuchengtyrannus (China) \| \| \| \| |
|  |                                                                                     |
|  | Tarbosaurus (Mongolei)                                                              |
|  |                                                                                     |
|  | Zhuchengtyrannus (China)                                                            |
|  |                                                                                     |

|  | Tarbosaurus (Mongolei)   |
|  |                          |
|  | Zhuchengtyrannus (China) |
|  |                          |

|  | Tyrannosaurus (westliches Nordamerika) = ? Nanotyrannus                             |
|  |                                                                                     |
|  | \| \| Tarbosaurus (Mongolei) \| \| \| \| \| \| Zhuchengtyrannus (China) \| \| \| \| |
|  |                                                                                     |
|  | Tarbosaurus (Mongolei)                                                              |
|  |                                                                                     |
|  | Zhuchengtyrannus (China)                                                            |
|  |                                                                                     |

|  | Tarbosaurus (Mongolei)   |
|  |                          |
|  | Zhuchengtyrannus (China) |
|  |                          |

|  | Albertosaurus (westliches Nordamerika) |
|  |                                        |
|  | Gorgosaurus (westliches Nordamerika)   |
|  |                                        |

|  | Tyrannosaurus (westliches Nordamerika) = ? Nanotyrannus                             |
|  |                                                                                     |
|  | \| \| Tarbosaurus (Mongolei) \| \| \| \| \| \| Zhuchengtyrannus (China) \| \| \| \| |
|  |                                                                                     |
|  | Tarbosaurus (Mongolei)                                                              |
|  |                                                                                     |
|  | Zhuchengtyrannus (China)                                                            |
|  |                                                                                     |

|  | Tarbosaurus (Mongolei)   |
|  |                          |
|  | Zhuchengtyrannus (China) |
|  |                          |

|  | Tyrannosaurus (westliches Nordamerika) = ? Nanotyrannus                             |
|  |                                                                                     |
|  | \| \| Tarbosaurus (Mongolei) \| \| \| \| \| \| Zhuchengtyrannus (China) \| \| \| \| |
|  |                                                                                     |
|  | Tarbosaurus (Mongolei)                                                              |
|  |                                                                                     |
|  | Zhuchengtyrannus (China)                                                            |
|  |                                                                                     |

|  | Tarbosaurus (Mongolei)   |
|  |                          |
|  | Zhuchengtyrannus (China) |
|  |                          |

|  | Tyrannosaurus (westliches Nordamerika) = ? Nanotyrannus                             |
|  |                                                                                     |
|  | \| \| Tarbosaurus (Mongolei) \| \| \| \| \| \| Zhuchengtyrannus (China) \| \| \| \| |
|  |                                                                                     |
|  | Tarbosaurus (Mongolei)                                                              |
|  |                                                                                     |
|  | Zhuchengtyrannus (China)                                                            |
|  |                                                                                     |

|  | Tarbosaurus (Mongolei)   |
|  |                          |
|  | Zhuchengtyrannus (China) |
|  |                          |

|  | Tyrannosaurus (westliches Nordamerika) = ? Nanotyrannus                             |
|  |                                                                                     |
|  | \| \| Tarbosaurus (Mongolei) \| \| \| \| \| \| Zhuchengtyrannus (China) \| \| \| \| |
|  |                                                                                     |
|  | Tarbosaurus (Mongolei)                                                              |
|  |                                                                                     |
|  | Zhuchengtyrannus (China)                                                            |
|  |                                                                                     |

|  | Tarbosaurus (Mongolei)   |
|  |                          |
|  | Zhuchengtyrannus (China) |
|  |                          |

|  | Tyrannosaurus (westliches Nordamerika) = ? Nanotyrannus                             |
|  |                                                                                     |
|  | \| \| Tarbosaurus (Mongolei) \| \| \| \| \| \| Zhuchengtyrannus (China) \| \| \| \| |
|  |                                                                                     |
|  | Tarbosaurus (Mongolei)                                                              |
|  |                                                                                     |
|  | Zhuchengtyrannus (China)                                                            |
|  |                                                                                     |

|  | Tarbosaurus (Mongolei)   |
|  |                          |
|  | Zhuchengtyrannus (China) |
|  |                          |

|  | Tyrannosaurus (westliches Nordamerika) = ? Nanotyrannus                             |
|  |                                                                                     |
|  | \| \| Tarbosaurus (Mongolei) \| \| \| \| \| \| Zhuchengtyrannus (China) \| \| \| \| |
|  |                                                                                     |
|  | Tarbosaurus (Mongolei)                                                              |
|  |                                                                                     |
|  | Zhuchengtyrannus (China)                                                            |
|  |                                                                                     |

|  | Tarbosaurus (Mongolei)   |
|  |                          |
|  | Zhuchengtyrannus (China) |
|  |                          |

|  | Tyrannosaurus (westliches Nordamerika) = ? Nanotyrannus                             |
|  |                                                                                     |
|  | \| \| Tarbosaurus (Mongolei) \| \| \| \| \| \| Zhuchengtyrannus (China) \| \| \| \| |
|  |                                                                                     |
|  | Tarbosaurus (Mongolei)                                                              |
|  |                                                                                     |
|  | Zhuchengtyrannus (China)                                                            |
|  |                                                                                     |

|  | Tarbosaurus (Mongolei)   |
|  |                          |
|  | Zhuchengtyrannus (China) |
|  |                          |

|  | Tyrannosaurus (westliches Nordamerika) = ? Nanotyrannus                             |
|  |                                                                                     |
|  | \| \| Tarbosaurus (Mongolei) \| \| \| \| \| \| Zhuchengtyrannus (China) \| \| \| \| |
|  |                                                                                     |
|  | Tarbosaurus (Mongolei)                                                              |
|  |                                                                                     |
|  | Zhuchengtyrannus (China)                                                            |
|  |                                                                                     |

|  | Tarbosaurus (Mongolei)   |
|  |                          |
|  | Zhuchengtyrannus (China) |
|  |                          |

|  | Tyrannosaurus (westliches Nordamerika) = ? Nanotyrannus                             |
|  |                                                                                     |
|  | \| \| Tarbosaurus (Mongolei) \| \| \| \| \| \| Zhuchengtyrannus (China) \| \| \| \| |
|  |                                                                                     |
|  | Tarbosaurus (Mongolei)                                                              |
|  |                                                                                     |
|  | Zhuchengtyrannus (China)                                                            |
|  |                                                                                     |

|  | Tarbosaurus (Mongolei)   |
|  |                          |
|  | Zhuchengtyrannus (China) |
|  |                          |

|  | Tyrannosaurus (westliches Nordamerika) = ? Nanotyrannus                             |
|  |                                                                                     |
|  | \| \| Tarbosaurus (Mongolei) \| \| \| \| \| \| Zhuchengtyrannus (China) \| \| \| \| |
|  |                                                                                     |
|  | Tarbosaurus (Mongolei)                                                              |
|  |                                                                                     |
|  | Zhuchengtyrannus (China)                                                            |
|  |                                                                                     |

|  | Tarbosaurus (Mongolei)   |
|  |                          |
|  | Zhuchengtyrannus (China) |
|  |                          |

|  | Tyrannosaurus (westliches Nordamerika) = ? Nanotyrannus                             |
|  |                                                                                     |
|  | \| \| Tarbosaurus (Mongolei) \| \| \| \| \| \| Zhuchengtyrannus (China) \| \| \| \| |
|  |                                                                                     |
|  | Tarbosaurus (Mongolei)                                                              |
|  |                                                                                     |
|  | Zhuchengtyrannus (China)                                                            |
|  |                                                                                     |

|  | Tarbosaurus (Mongolei)   |
|  |                          |
|  | Zhuchengtyrannus (China) |
|  |                          |

|  | Tyrannosaurus (westliches Nordamerika) = ? Nanotyrannus                             |
|  |                                                                                     |
|  | \| \| Tarbosaurus (Mongolei) \| \| \| \| \| \| Zhuchengtyrannus (China) \| \| \| \| |
|  |                                                                                     |
|  | Tarbosaurus (Mongolei)                                                              |
|  |                                                                                     |
|  | Zhuchengtyrannus (China)                                                            |
|  |                                                                                     |

|  | Tarbosaurus (Mongolei)   |
|  |                          |
|  | Zhuchengtyrannus (China) |
|  |                          |

|  | Tyrannosaurus (westliches Nordamerika) = ? Nanotyrannus                             |
|  |                                                                                     |
|  | \| \| Tarbosaurus (Mongolei) \| \| \| \| \| \| Zhuchengtyrannus (China) \| \| \| \| |
|  |                                                                                     |
|  | Tarbosaurus (Mongolei)                                                              |
|  |                                                                                     |
|  | Zhuchengtyrannus (China)                                                            |
|  |                                                                                     |

|  | Tarbosaurus (Mongolei)   |
|  |                          |
|  | Zhuchengtyrannus (China) |
|  |                          |

|  | Tyrannosaurus (westliches Nordamerika) = ? Nanotyrannus                             |
|  |                                                                                     |
|  | \| \| Tarbosaurus (Mongolei) \| \| \| \| \| \| Zhuchengtyrannus (China) \| \| \| \| |
|  |                                                                                     |
|  | Tarbosaurus (Mongolei)                                                              |
|  |                                                                                     |
|  | Zhuchengtyrannus (China)                                                            |
|  |                                                                                     |

|  | Tarbosaurus (Mongolei)   |
|  |                          |
|  | Zhuchengtyrannus (China) |
|  |                          |

|  | Tyrannosaurus (westliches Nordamerika) = ? Nanotyrannus                             |
|  |                                                                                     |
|  | \| \| Tarbosaurus (Mongolei) \| \| \| \| \| \| Zhuchengtyrannus (China) \| \| \| \| |
|  |                                                                                     |
|  | Tarbosaurus (Mongolei)                                                              |
|  |                                                                                     |
|  | Zhuchengtyrannus (China)                                                            |
|  |                                                                                     |

|  | Tarbosaurus (Mongolei)   |
|  |                          |
|  | Zhuchengtyrannus (China) |
|  |                          |

|  | Tyrannosaurus (westliches Nordamerika) = ? Nanotyrannus                             |
|  |                                                                                     |
|  | \| \| Tarbosaurus (Mongolei) \| \| \| \| \| \| Zhuchengtyrannus (China) \| \| \| \| |
|  |                                                                                     |
|  | Tarbosaurus (Mongolei)                                                              |
|  |                                                                                     |
|  | Zhuchengtyrannus (China)                                                            |
|  |                                                                                     |

|  | Tarbosaurus (Mongolei)   |
|  |                          |
|  | Zhuchengtyrannus (China) |
|  |                          |

|  | Albertosaurus (westliches Nordamerika) |
|  |                                        |
|  | Gorgosaurus (westliches Nordamerika)   |
|  |                                        |

|  | Tyrannosaurus (westliches Nordamerika) = ? Nanotyrannus                             |
|  |                                                                                     |
|  | \| \| Tarbosaurus (Mongolei) \| \| \| \| \| \| Zhuchengtyrannus (China) \| \| \| \| |
|  |                                                                                     |
|  | Tarbosaurus (Mongolei)                                                              |
|  |                                                                                     |
|  | Zhuchengtyrannus (China)                                                            |
|  |                                                                                     |

|  | Tarbosaurus (Mongolei)   |
|  |                          |
|  | Zhuchengtyrannus (China) |
|  |                          |

|  | Tyrannosaurus (westliches Nordamerika) = ? Nanotyrannus                             |
|  |                                                                                     |
|  | \| \| Tarbosaurus (Mongolei) \| \| \| \| \| \| Zhuchengtyrannus (China) \| \| \| \| |
|  |                                                                                     |
|  | Tarbosaurus (Mongolei)                                                              |
|  |                                                                                     |
|  | Zhuchengtyrannus (China)                                                            |
|  |                                                                                     |

|  | Tarbosaurus (Mongolei)   |
|  |                          |
|  | Zhuchengtyrannus (China) |
|  |                          |

|  | Tyrannosaurus (westliches Nordamerika) = ? Nanotyrannus                             |
|  |                                                                                     |
|  | \| \| Tarbosaurus (Mongolei) \| \| \| \| \| \| Zhuchengtyrannus (China) \| \| \| \| |
|  |                                                                                     |
|  | Tarbosaurus (Mongolei)                                                              |
|  |                                                                                     |
|  | Zhuchengtyrannus (China)                                                            |
|  |                                                                                     |

|  | Tarbosaurus (Mongolei)   |
|  |                          |
|  | Zhuchengtyrannus (China) |
|  |                          |

|  | Tyrannosaurus (westliches Nordamerika) = ? Nanotyrannus                             |
|  |                                                                                     |
|  | \| \| Tarbosaurus (Mongolei) \| \| \| \| \| \| Zhuchengtyrannus (China) \| \| \| \| |
|  |                                                                                     |
|  | Tarbosaurus (Mongolei)                                                              |
|  |                                                                                     |
|  | Zhuchengtyrannus (China)                                                            |
|  |                                                                                     |

|  | Tarbosaurus (Mongolei)   |
|  |                          |
|  | Zhuchengtyrannus (China) |
|  |                          |

|  | Tyrannosaurus (westliches Nordamerika) = ? Nanotyrannus                             |
|  |                                                                                     |
|  | \| \| Tarbosaurus (Mongolei) \| \| \| \| \| \| Zhuchengtyrannus (China) \| \| \| \| |
|  |                                                                                     |
|  | Tarbosaurus (Mongolei)                                                              |
|  |                                                                                     |
|  | Zhuchengtyrannus (China)                                                            |
|  |                                                                                     |

|  | Tarbosaurus (Mongolei)   |
|  |                          |
|  | Zhuchengtyrannus (China) |
|  |                          |

|  | Tyrannosaurus (westliches Nordamerika) = ? Nanotyrannus                             |
|  |                                                                                     |
|  | \| \| Tarbosaurus (Mongolei) \| \| \| \| \| \| Zhuchengtyrannus (China) \| \| \| \| |
|  |                                                                                     |
|  | Tarbosaurus (Mongolei)                                                              |
|  |                                                                                     |
|  | Zhuchengtyrannus (China)                                                            |
|  |                                                                                     |

|  | Tarbosaurus (Mongolei)   |
|  |                          |
|  | Zhuchengtyrannus (China) |
|  |                          |

|  | Tyrannosaurus (westliches Nordamerika) = ? Nanotyrannus                             |
|  |                                                                                     |
|  | \| \| Tarbosaurus (Mongolei) \| \| \| \| \| \| Zhuchengtyrannus (China) \| \| \| \| |
|  |                                                                                     |
|  | Tarbosaurus (Mongolei)                                                              |
|  |                                                                                     |
|  | Zhuchengtyrannus (China)                                                            |
|  |                                                                                     |

|  | Tarbosaurus (Mongolei)   |
|  |                          |
|  | Zhuchengtyrannus (China) |
|  |                          |

|  | Tyrannosaurus (westliches Nordamerika) = ? Nanotyrannus                             |
|  |                                                                                     |
|  | \| \| Tarbosaurus (Mongolei) \| \| \| \| \| \| Zhuchengtyrannus (China) \| \| \| \| |
|  |                                                                                     |
|  | Tarbosaurus (Mongolei)                                                              |
|  |                                                                                     |
|  | Zhuchengtyrannus (China)                                                            |
|  |                                                                                     |

|  | Tarbosaurus (Mongolei)   |
|  |                          |
|  | Zhuchengtyrannus (China) |
|  |                          |

|  | Tyrannosaurus (westliches Nordamerika) = ? Nanotyrannus                             |
|  |                                                                                     |
|  | \| \| Tarbosaurus (Mongolei) \| \| \| \| \| \| Zhuchengtyrannus (China) \| \| \| \| |
|  |                                                                                     |
|  | Tarbosaurus (Mongolei)                                                              |
|  |                                                                                     |
|  | Zhuchengtyrannus (China)                                                            |
|  |                                                                                     |

|  | Tarbosaurus (Mongolei)   |
|  |                          |
|  | Zhuchengtyrannus (China) |
|  |                          |

|  | Tyrannosaurus (westliches Nordamerika) = ? Nanotyrannus                             |
|  |                                                                                     |
|  | \| \| Tarbosaurus (Mongolei) \| \| \| \| \| \| Zhuchengtyrannus (China) \| \| \| \| |
|  |                                                                                     |
|  | Tarbosaurus (Mongolei)                                                              |
|  |                                                                                     |
|  | Zhuchengtyrannus (China)                                                            |
|  |                                                                                     |

|  | Tarbosaurus (Mongolei)   |
|  |                          |
|  | Zhuchengtyrannus (China) |
|  |                          |

|  | Tyrannosaurus (westliches Nordamerika) = ? Nanotyrannus                             |
|  |                                                                                     |
|  | \| \| Tarbosaurus (Mongolei) \| \| \| \| \| \| Zhuchengtyrannus (China) \| \| \| \| |
|  |                                                                                     |
|  | Tarbosaurus (Mongolei)                                                              |
|  |                                                                                     |
|  | Zhuchengtyrannus (China)                                                            |
|  |                                                                                     |

|  | Tarbosaurus (Mongolei)   |
|  |                          |
|  | Zhuchengtyrannus (China) |
|  |                          |

|  | Tyrannosaurus (westliches Nordamerika) = ? Nanotyrannus                             |
|  |                                                                                     |
|  | \| \| Tarbosaurus (Mongolei) \| \| \| \| \| \| Zhuchengtyrannus (China) \| \| \| \| |
|  |                                                                                     |
|  | Tarbosaurus (Mongolei)                                                              |
|  |                                                                                     |
|  | Zhuchengtyrannus (China)                                                            |
|  |                                                                                     |

|  | Tarbosaurus (Mongolei)   |
|  |                          |
|  | Zhuchengtyrannus (China) |
|  |                          |

|  | Tyrannosaurus (westliches Nordamerika) = ? Nanotyrannus                             |
|  |                                                                                     |
|  | \| \| Tarbosaurus (Mongolei) \| \| \| \| \| \| Zhuchengtyrannus (China) \| \| \| \| |
|  |                                                                                     |
|  | Tarbosaurus (Mongolei)                                                              |
|  |                                                                                     |
|  | Zhuchengtyrannus (China)                                                            |
|  |                                                                                     |

|  | Tarbosaurus (Mongolei)   |
|  |                          |
|  | Zhuchengtyrannus (China) |
|  |                          |

|  | Tyrannosaurus (westliches Nordamerika) = ? Nanotyrannus                             |
|  |                                                                                     |
|  | \| \| Tarbosaurus (Mongolei) \| \| \| \| \| \| Zhuchengtyrannus (China) \| \| \| \| |
|  |                                                                                     |
|  | Tarbosaurus (Mongolei)                                                              |
|  |                                                                                     |
|  | Zhuchengtyrannus (China)                                                            |
|  |                                                                                     |

|  | Tarbosaurus (Mongolei)   |
|  |                          |
|  | Zhuchengtyrannus (China) |
|  |                          |

|  | Tyrannosaurus (westliches Nordamerika) = ? Nanotyrannus                             |
|  |                                                                                     |
|  | \| \| Tarbosaurus (Mongolei) \| \| \| \| \| \| Zhuchengtyrannus (China) \| \| \| \| |
|  |                                                                                     |
|  | Tarbosaurus (Mongolei)                                                              |
|  |                                                                                     |
|  | Zhuchengtyrannus (China)                                                            |
|  |                                                                                     |

|  | Tarbosaurus (Mongolei)   |
|  |                          |
|  | Zhuchengtyrannus (China) |
|  |                          |

|  | Tyrannosaurus (westliches Nordamerika) = ? Nanotyrannus                             |
|  |                                                                                     |
|  | \| \| Tarbosaurus (Mongolei) \| \| \| \| \| \| Zhuchengtyrannus (China) \| \| \| \| |
|  |                                                                                     |
|  | Tarbosaurus (Mongolei)                                                              |
|  |                                                                                     |
|  | Zhuchengtyrannus (China)                                                            |
|  |                                                                                     |

|  | Tarbosaurus (Mongolei)   |
|  |                          |
|  | Zhuchengtyrannus (China) |
|  |                          |

|  | Albertosaurus (westliches Nordamerika) |
|  |                                        |
|  | Gorgosaurus (westliches Nordamerika)   |
|  |                                        |

|  | Tyrannosaurus (westliches Nordamerika) = ? Nanotyrannus                             |
|  |                                                                                     |
|  | \| \| Tarbosaurus (Mongolei) \| \| \| \| \| \| Zhuchengtyrannus (China) \| \| \| \| |
|  |                                                                                     |
|  | Tarbosaurus (Mongolei)                                                              |
|  |                                                                                     |
|  | Zhuchengtyrannus (China)                                                            |
|  |                                                                                     |

|  | Tarbosaurus (Mongolei)   |
|  |                          |
|  | Zhuchengtyrannus (China) |
|  |                          |

|  | Tyrannosaurus (westliches Nordamerika) = ? Nanotyrannus                             |
|  |                                                                                     |
|  | \| \| Tarbosaurus (Mongolei) \| \| \| \| \| \| Zhuchengtyrannus (China) \| \| \| \| |
|  |                                                                                     |
|  | Tarbosaurus (Mongolei)                                                              |
|  |                                                                                     |
|  | Zhuchengtyrannus (China)                                                            |
|  |                                                                                     |

|  | Tarbosaurus (Mongolei)   |
|  |                          |
|  | Zhuchengtyrannus (China) |
|  |                          |

|  | Tyrannosaurus (westliches Nordamerika) = ? Nanotyrannus                             |
|  |                                                                                     |
|  | \| \| Tarbosaurus (Mongolei) \| \| \| \| \| \| Zhuchengtyrannus (China) \| \| \| \| |
|  |                                                                                     |
|  | Tarbosaurus (Mongolei)                                                              |
|  |                                                                                     |
|  | Zhuchengtyrannus (China)                                                            |
|  |                                                                                     |

|  | Tarbosaurus (Mongolei)   |
|  |                          |
|  | Zhuchengtyrannus (China) |
|  |                          |

|  | Tyrannosaurus (westliches Nordamerika) = ? Nanotyrannus                             |
|  |                                                                                     |
|  | \| \| Tarbosaurus (Mongolei) \| \| \| \| \| \| Zhuchengtyrannus (China) \| \| \| \| |
|  |                                                                                     |
|  | Tarbosaurus (Mongolei)                                                              |
|  |                                                                                     |
|  | Zhuchengtyrannus (China)                                                            |
|  |                                                                                     |

|  | Tarbosaurus (Mongolei)   |
|  |                          |
|  | Zhuchengtyrannus (China) |
|  |                          |

|  | Tyrannosaurus (westliches Nordamerika) = ? Nanotyrannus                             |
|  |                                                                                     |
|  | \| \| Tarbosaurus (Mongolei) \| \| \| \| \| \| Zhuchengtyrannus (China) \| \| \| \| |
|  |                                                                                     |
|  | Tarbosaurus (Mongolei)                                                              |
|  |                                                                                     |
|  | Zhuchengtyrannus (China)                                                            |
|  |                                                                                     |

|  | Tarbosaurus (Mongolei)   |
|  |                          |
|  | Zhuchengtyrannus (China) |
|  |                          |

|  | Tyrannosaurus (westliches Nordamerika) = ? Nanotyrannus                             |
|  |                                                                                     |
|  | \| \| Tarbosaurus (Mongolei) \| \| \| \| \| \| Zhuchengtyrannus (China) \| \| \| \| |
|  |                                                                                     |
|  | Tarbosaurus (Mongolei)                                                              |
|  |                                                                                     |
|  | Zhuchengtyrannus (China)                                                            |
|  |                                                                                     |

|  | Tarbosaurus (Mongolei)   |
|  |                          |
|  | Zhuchengtyrannus (China) |
|  |                          |

|  | Tyrannosaurus (westliches Nordamerika) = ? Nanotyrannus                             |
|  |                                                                                     |
|  | \| \| Tarbosaurus (Mongolei) \| \| \| \| \| \| Zhuchengtyrannus (China) \| \| \| \| |
|  |                                                                                     |
|  | Tarbosaurus (Mongolei)                                                              |
|  |                                                                                     |
|  | Zhuchengtyrannus (China)                                                            |
|  |                                                                                     |

|  | Tarbosaurus (Mongolei)   |
|  |                          |
|  | Zhuchengtyrannus (China) |
|  |                          |

|  | Tyrannosaurus (westliches Nordamerika) = ? Nanotyrannus                             |
|  |                                                                                     |
|  | \| \| Tarbosaurus (Mongolei) \| \| \| \| \| \| Zhuchengtyrannus (China) \| \| \| \| |
|  |                                                                                     |
|  | Tarbosaurus (Mongolei)                                                              |
|  |                                                                                     |
|  | Zhuchengtyrannus (China)                                                            |
|  |                                                                                     |

|  | Tarbosaurus (Mongolei)   |
|  |                          |
|  | Zhuchengtyrannus (China) |
|  |                          |

|  | Tyrannosaurus (westliches Nordamerika) = ? Nanotyrannus                             |
|  |                                                                                     |
|  | \| \| Tarbosaurus (Mongolei) \| \| \| \| \| \| Zhuchengtyrannus (China) \| \| \| \| |
|  |                                                                                     |
|  | Tarbosaurus (Mongolei)                                                              |
|  |                                                                                     |
|  | Zhuchengtyrannus (China)                                                            |
|  |                                                                                     |

|  | Tarbosaurus (Mongolei)   |
|  |                          |
|  | Zhuchengtyrannus (China) |
|  |                          |

|  | Tyrannosaurus (westliches Nordamerika) = ? Nanotyrannus                             |
|  |                                                                                     |
|  | \| \| Tarbosaurus (Mongolei) \| \| \| \| \| \| Zhuchengtyrannus (China) \| \| \| \| |
|  |                                                                                     |
|  | Tarbosaurus (Mongolei)                                                              |
|  |                                                                                     |
|  | Zhuchengtyrannus (China)                                                            |
|  |                                                                                     |

|  | Tarbosaurus (Mongolei)   |
|  |                          |
|  | Zhuchengtyrannus (China) |
|  |                          |

|  | Tyrannosaurus (westliches Nordamerika) = ? Nanotyrannus                             |
|  |                                                                                     |
|  | \| \| Tarbosaurus (Mongolei) \| \| \| \| \| \| Zhuchengtyrannus (China) \| \| \| \| |
|  |                                                                                     |
|  | Tarbosaurus (Mongolei)                                                              |
|  |                                                                                     |
|  | Zhuchengtyrannus (China)                                                            |
|  |                                                                                     |

|  | Tarbosaurus (Mongolei)   |
|  |                          |
|  | Zhuchengtyrannus (China) |
|  |                          |

|  | Tyrannosaurus (westliches Nordamerika) = ? Nanotyrannus                             |
|  |                                                                                     |
|  | \| \| Tarbosaurus (Mongolei) \| \| \| \| \| \| Zhuchengtyrannus (China) \| \| \| \| |
|  |                                                                                     |
|  | Tarbosaurus (Mongolei)                                                              |
|  |                                                                                     |
|  | Zhuchengtyrannus (China)                                                            |
|  |                                                                                     |

|  | Tarbosaurus (Mongolei)   |
|  |                          |
|  | Zhuchengtyrannus (China) |
|  |                          |

|  | Tyrannosaurus (westliches Nordamerika) = ? Nanotyrannus                             |
|  |                                                                                     |
|  | \| \| Tarbosaurus (Mongolei) \| \| \| \| \| \| Zhuchengtyrannus (China) \| \| \| \| |
|  |                                                                                     |
|  | Tarbosaurus (Mongolei)                                                              |
|  |                                                                                     |
|  | Zhuchengtyrannus (China)                                                            |
|  |                                                                                     |

|  | Tarbosaurus (Mongolei)   |
|  |                          |
|  | Zhuchengtyrannus (China) |
|  |                          |

|  | Tyrannosaurus (westliches Nordamerika) = ? Nanotyrannus                             |
|  |                                                                                     |
|  | \| \| Tarbosaurus (Mongolei) \| \| \| \| \| \| Zhuchengtyrannus (China) \| \| \| \| |
|  |                                                                                     |
|  | Tarbosaurus (Mongolei)                                                              |
|  |                                                                                     |
|  | Zhuchengtyrannus (China)                                                            |
|  |                                                                                     |

|  | Tarbosaurus (Mongolei)   |
|  |                          |
|  | Zhuchengtyrannus (China) |
|  |                          |

|  | Tyrannosaurus (westliches Nordamerika) = ? Nanotyrannus                             |
|  |                                                                                     |
|  | \| \| Tarbosaurus (Mongolei) \| \| \| \| \| \| Zhuchengtyrannus (China) \| \| \| \| |
|  |                                                                                     |
|  | Tarbosaurus (Mongolei)                                                              |
|  |                                                                                     |
|  | Zhuchengtyrannus (China)                                                            |
|  |                                                                                     |

|  | Tarbosaurus (Mongolei)   |
|  |                          |
|  | Zhuchengtyrannus (China) |
|  |                          |

|  | Tyrannosaurus (westliches Nordamerika) = ? Nanotyrannus                             |
|  |                                                                                     |
|  | \| \| Tarbosaurus (Mongolei) \| \| \| \| \| \| Zhuchengtyrannus (China) \| \| \| \| |
|  |                                                                                     |
|  | Tarbosaurus (Mongolei)                                                              |
|  |                                                                                     |
|  | Zhuchengtyrannus (China)                                                            |
|  |                                                                                     |

|  | Tarbosaurus (Mongolei)   |
|  |                          |
|  | Zhuchengtyrannus (China) |
|  |                          |

Nicht im Kladogramm enthalten sind die erst 2014 beschriebenen Gattungen Nanuqsaurus (Alaska), in deren Erstpublikation ein Schwestergruppenverhältnis zu Tarbosaurus + Tyrannosaurus festgestellt wird, und Qianzhousaurus (China), die Alioramus nahestehen soll.